# أديلايدي هودليس
أديلايدي هودليس (بالإنجليزية: Adelaide Hoodless)‏‏ (27 فبراير 1858 في برانت، أونتاريو - 26 فبراير 1910 في تورونتو) ناشِطة من كندا.